# Église baptiste de Tanzanie
L'Église baptiste de Tanzanie (anglais : Baptists' Church of Tanzania) est une association chrétienne évangélique d'églises baptistes en Tanzanie.  Elle est affiliée à l’Alliance baptiste mondiale. Son siège est situé à Dar es Salam.

## Histoire
La Convention a commencé avec une mission américaine du Conseil de mission internationale en 1956 .  Elle est officiellement fondée en 1971 sous le nom de Convention baptiste de Tanzanie. Selon un recensement de l’association, en 2023 elle disait avoir 1,391 églises et 2,690,730 membres.

## Écoles
Elle compte 2 instituts de théologie affiliés et une université partenaire, l'Université Mount Meru .